# Mikhas Tcharot
 (mars 2024).
La mise en forme du texte ne suit pas les recommandations de Wikipédia : il faut le « wikifier ».
Les points d'amélioration suivants sont les cas les plus fréquents :
- Les titres sont pré-formatés par le logiciel. Ils ne sont ni en capitales, ni en gras.
- Le texte ne doit pas être écrit en capitales (les noms de famille non plus), ni en gras, ni en italique, ni en « petit »…
- Le gras n'est utilisé que pour surligner le titre de l'article dans l'introduction, une seule fois.
- L'italique est rarement utilisé : mots en langue étrangère, titres d'œuvres, noms de bateaux, etc.
- Les citations ne sont pas en italique mais en corps de texte normal. Elles sont entourées par des guillemets français : « et ».
- Les listes à puces sont à éviter, des paragraphes rédigés étant largement préférés. Les tableaux sont à réserver à la présentation de données structurées (résultats, etc.).
- Les appels de note de bas de page (petits chiffres en exposant, introduits par l'outil «  Source ») sont à placer entre la fin de phrase et le point final[comme ça].
- Les liens internes (vers d'autres articles de Wikipédia) sont à choisir avec parcimonie. Créez des liens vers des articles approfondissant le sujet. Les termes génériques sans rapport avec le sujet sont à éviter, ainsi que les répétitions de liens vers un même terme.
- Les liens externes sont à placer uniquement dans une section « Liens externes », à la fin de l'article. Ces liens sont à choisir avec parcimonie suivant les règles définies. Si un lien sert de source à l'article, son insertion dans le texte est à faire par les notes de bas de page.
- La présentation des références doit suivre les conventions bibliographiques. Il est recommandé d'utiliser les modèles {{Ouvrage}}, {{Chapitre}}, {{Article}}, {{Lien web}} et/ou {{Bibliographie}}. Le mode d'édition visuel peut mettre en forme automatiquement les références.
- Insérer une infobox (cadre d'informations à droite) n'est pas obligatoire pour parachever la mise en page.

Pour une aide détaillée, merci de consulter Aide:Wikification.
Si vous pensez que ces points ont été résolus, vous pouvez retirer ce bandeau et améliorer la mise en forme d'un autre article.
Mikhaïl Koudzélka (en biélorusse : Міхаі́л Сымонавіч Кудзе́лька; , 1896 - 1937), plus connu sous son pseudonyme Mikhas Tcharot, est l'un des poètes biélorusses les plus célèbres
Il est né dans une famille paysanne. Il a reçu sa première éducation auprès d'un enseignant engagé. En 1913-1917, il étudie au Séminaire des professeurs de Maladechan. Durant la Première Guerre mondiale, le séminaire fut évacué vers Smolensk, où M. Charot passa les deux dernières années de ses études. Après avoir obtenu son diplôme, il a été mobilisé dans l’armée,.
Durant la Première Guerre mondiale, il sert comme officier dans le régiment de réserve. Pendant le terreur rouge, il a établi des liens avec des organisations révolutionnaires clandestines en Biélorussie et a participé à l'organisation d'unités insurgées.
Il était une personnalité publique et un vulgarisateur de la culture biélorusse. Grâce à lui, la chanson folklorique biélorusse «Kupalinka» est devenue connue dans le monde entier,
En 1937, comme beaucoup d’autres poètes, il fut emprisonné sur une affaire fabriquée de toutes pièces. Abattu dans la nuit du 29 au 30 octobre 1937,,. Réhabilité à titre posthume le 8 décembre 1956.